# Tonya Evinger
Tonya Sue Evinger, född 4 juni 1981 i Odessa i Missouri, är en amerikansk MMA-utövare som sedan 2017 tävlar i organisationen Ultimate Fighting Championship.